# Selçuk Yula
Selçuk Yula (* 8. November 1959 in Ankara; † 6. August 2013 in Istanbul) war ein türkischer Fußballspieler und Fußballexperte.
Obwohl er auch für den Erzrivalen Galatasaray Istanbul aktiv war, wird er durch seine Tätigkeit für Fenerbahçe Istanbul stark mit diesem Verein assoziiert. Auf Fan- und Vereinsseiten wird er als einer der bedeutendsten Spieler der Klubgeschichte bezeichnet. In den türkischen Erstligaspielzeiten 1981/82 und 1982/83 wurde Yula Torschützenkönig der Süper Lig.

## Spielerkarriere

### Verein
Yula startete seine Karriere in seiner Heimatstadt Ankara beim Zweitligisten Ankara Şekerspor. Mit 19 Jahren war sein Transfer zu Fenerbahçe Istanbul ein Meilenstein in seiner Karriere, er wurde zweimal Torschützenkönig. 1982 mit 16 Toren und 1983 mit 19 Toren; außerdem gewann Yula zwei Meisterschaften mit Fenerbahçe. Im März 1984 prallte er im Nationalmannschaftscamp mit seinem Teamkollegen İsmail Demiriz zusammen und brach sich das Bein. Aufgrund dieser Verletzung fiel er bis zum September 1984 aus.
Yula spielte in der Fußball-Bundesliga der Saison 1986/87 für Blau-Weiß 90 Berlin, Er verließ diesen Verein bereits nach einer Saison, kehrte in die Türkei zurück und spielte für Sarıyer SK. Mit Sarıyer SK etablierte er sich während seiner Spielzeit im oberen Tabellendrittel der Süper Lig. Zur Spielzeit 1991/92 wechselte er dann zu Galatasaray Istanbul und spielte hier eine Saison. Seine Karriere für Fenerbahçe beendete er bei einem Heimspiel gegen Erzurumspor.

### Nationalmannschaft
Selçuk Yula spielte 22-mal in der Türkischen Fußballnationalmannschaft, davon dreimal als Mannschaftskapitän.

## Fußballexperte
Nach seiner Vereinskarriere arbeitete Yula als Fußballexperte. In dieser Funktion schrieb er für die Sporttageszeitung Fotomaç und fungierte als Experte des vereinseigenen Fernsehsenders Fenerbahçe TV.

## Tod
In der Nacht zum 6. August 2013 erlitt Yula einen Herzinfarkt. Er wurde zwar noch in ein Krankenhaus eingeliefert, verstarb aber wenig später. Seine Bestattung einen Tag später erfolgte unter großer Beteiligung, neben Persönlichkeiten seines ehemaligen Vereins Fenerbahçe nahmen auch viele Prominente teil. Nach dem Mittagsgebet in der Istanbuler Şakirin Camii Moschee wurde Yula auf dem Karacaahmet Friedhof beigesetzt.

## Erfolge
- 1982: Torschützenkönig für Fenerbahçe Istanbul
- 1983: Torschützenkönig für Fenerbahçe Istanbul
- 1983: Türkischer Fußballpokal mit Fenerbahçe Istanbul
- 1983: Türkischer Fußballmeister mit Fenerbahçe Istanbul
- 1985: Türkischer Fußballmeister mit Fenerbahçe Istanbul